# Grafo simples
Em teoria dos grafos, um grafo é simples se ele não tem laços nem mais de uma aresta ligando dois vértices.
Em grande parte dos textos o adjetivo simples (ou regular) é omitido estando, no entanto, subentendido. Um grafo que não é simples, diz-se um multigrafo.

## Número de arestas
O número de arestas de um grafo simples e completo G é expressado por:
{\displaystyle E={v \choose 2}={\frac {v!}{2!*(v-2)!}}}